# 1844 في ألمانيا
فيما يلي قوائم الأحداث التي وقعت خلال عام 1844 في ألمانيا.

## كتب
من الكتب التي صدرت هذه السنة في ألمانيا:
- 1 يناير – الأنا وذاتها من تأليف ماكس شتيرنر.

## مواليد

### يناير
- 3 يناير – هيرمان إغرت مهندس معماري ألماني.
- 4 يناير – فيكتور بليتجن كاتب ومؤلف ألماني.

### مايو
- 17 مايو – يوليوس فلهاوزن

### يونيو
- 3 يونيو – ديتلف فون ليلينكرون

### يوليو
- 3 يوليو – دانكمار أدلر
- 17 مايو – يوليوس فلهاوزن

### أغسطس
- 30 أغسطس – فريدريك راتزل

### سبتمبر
- 13 سبتمبر – ماكس باور

### أكتوبر
- 15 أكتوبر – فريدريك نيتشه فيلسوف ألماني.

### نوفمبر
- 25 نوفمبر – كارل بنز

## وفيات

### يناير
- 29 يناير – إرنست الأول، دوق ساكس-كوبرغ وغوتا (مواليد 1784) ضابط ألماني.

### مارس
- 12 مارس – كارل برنهارد فون ترنيوس (مواليد 1778) عالم نبات ألماني.

### يوليو
- 2 يوليو – كارل بلوم (مواليد 1786) موسيقي ألماني.

### سبتمبر
- 15 سبتمبر – غوستاف هوغو (مواليد 1764) حقوقي ألماني.

### ديسمبر
- 23 ديسمبر – جورج زو مونستر (مواليد 1776)